# Royce Tostrams

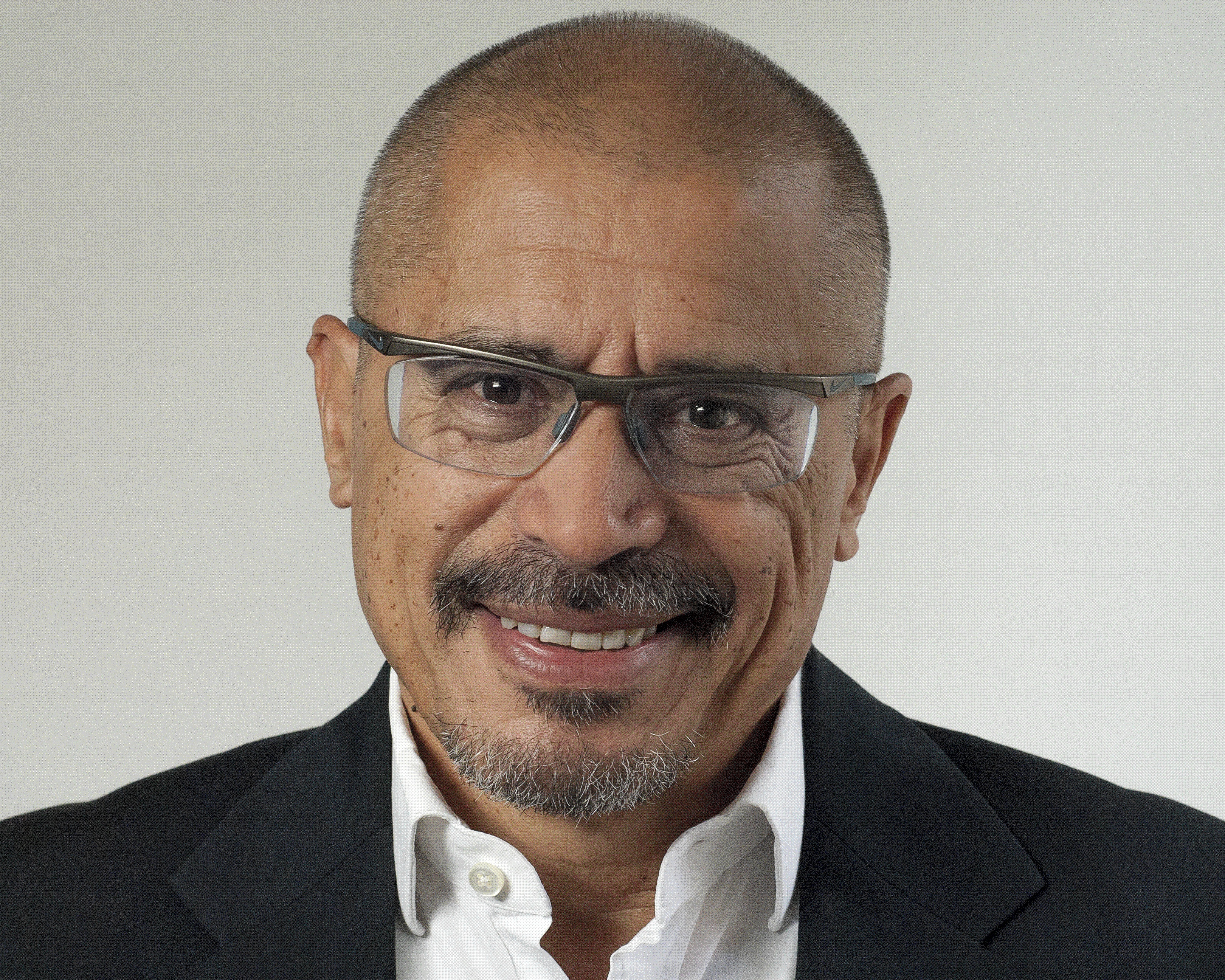
Royce P.B. Tostrams

Royce P.B. Tostrams (Venlo, 21 januari 1951) is een Nederlands beursanalist.
Sinds zijn afstuderen in 1976 in Amsterdam houdt Tostrams zich als technisch analist bezig met het beoordelen van beurskoersen aan de hand van de grafieken. In 1999 richtte hij zijn eigen bedrijf op, de Tostrams Groep, om beleggingsadviezen uit te brengen.
Tostrams is sinds eind jaren 70 betrokken bij de financiële markten. Hij werkte onder andere bij Rabobank, Robeco, IRIS en de ING Groep als hoofd van de afdeling Technische Analyse. Hij heeft landelijke bekendheid verworven door zijn wekelijkse columns voor BNR Radio, zijn tv-optredens en zijn uitspraken in landelijke dagbladen. Daarnaast is Tostrams als docent verbonden aan de Financiële Academie.

## Prijzen
- In 2003 werd Tostrams door de lezers van Beleggers Belangen uitgekozen tot beste analist van het jaar.
- In 2002, 2004 en 2005 won hij de Binck Bull&Bear award voor de beste voorspelling van de eindstand van de AEX Index.
- In 2009 won Tostrams de Gouden Stier in de categorie Beursidool.